# アル・タアーウン・クラブ・スタジアム
アル・タアーウン・クラブ・スタジアム（アラビア語: ملعب نادي التعاون）は、サウジアラビア・ブライダにあるサッカースタジアム。
サウード家の一員であるアブドゥルアズィーズ・ビン・トゥルキー・アル＝ファイサルの指導の下、総合スポーツクラブであるアル・タアーウン・クラブのクラブ施設群の一つとして2017年10月11日に開場したスタジアムで、収容人員は5,961人。国際規格に準拠した人工芝ピッチを備える。
アル・タアーウン・クラブのサッカー部門であるアル・タアーウンFCが本拠地として使用しており、AFCチャンピオンズリーグ2 2024/25ではホームゲームを当スタジアムで開催している。アル・タアーウンFCのエンブレムに描かれたオオカミにちなんだ「ウルブス・パーク」(Wolves Park) の通称がある。